# Catena Bresciana Occidentale
La Catena Bresciana Occidentale (detta anche Catena Setteventi-Muffetto-Guglielmo) è un massiccio montuoso delle Prealpi Bresciane e Gardesane collocata in Lombardia. Costituisce la parte occidentale delle Prealpi Bresciane. Parte del gruppo montuoso è compreso nella zona montana denominata Maniva.

## Collocazione

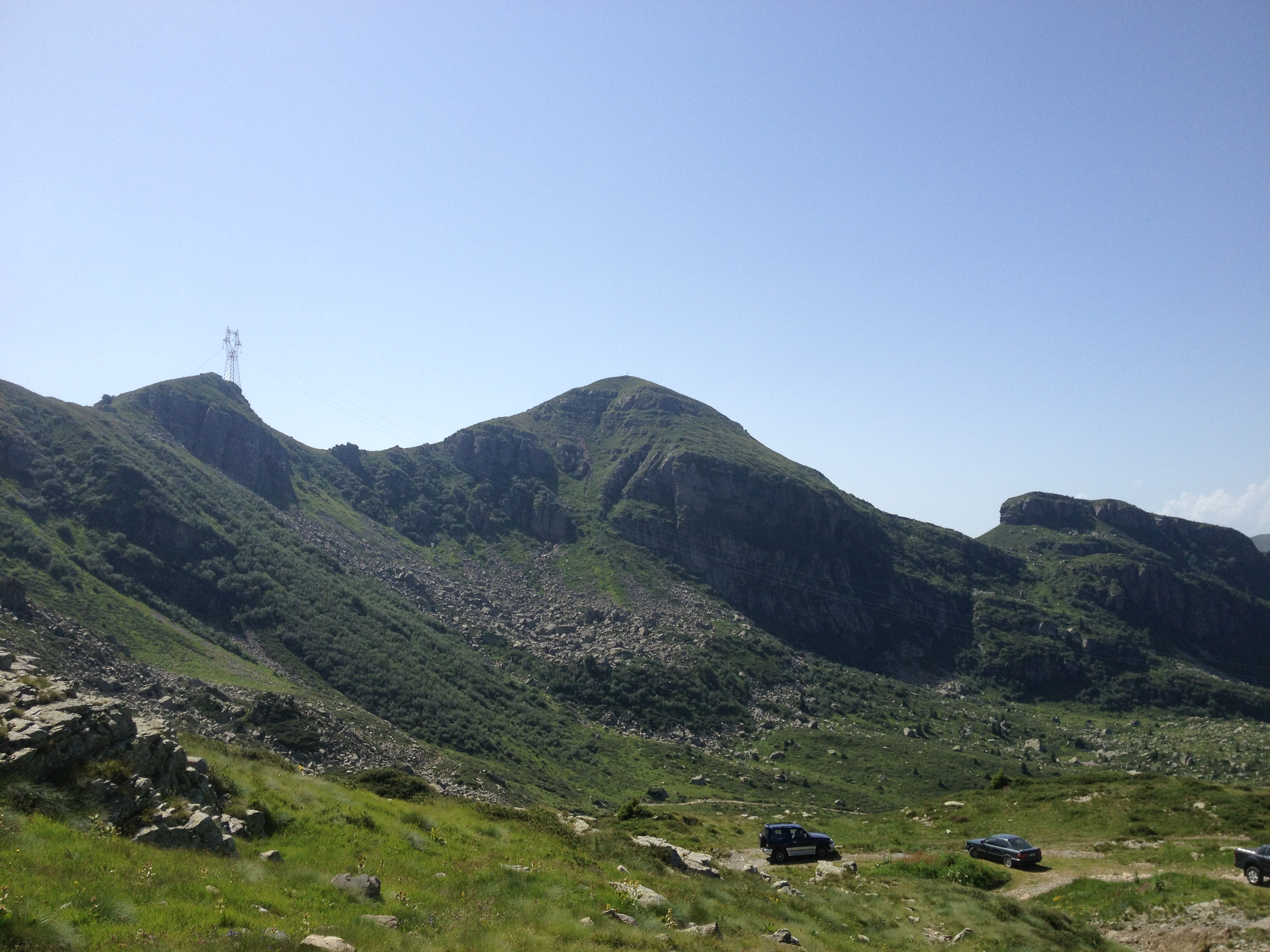
Monte Colombine

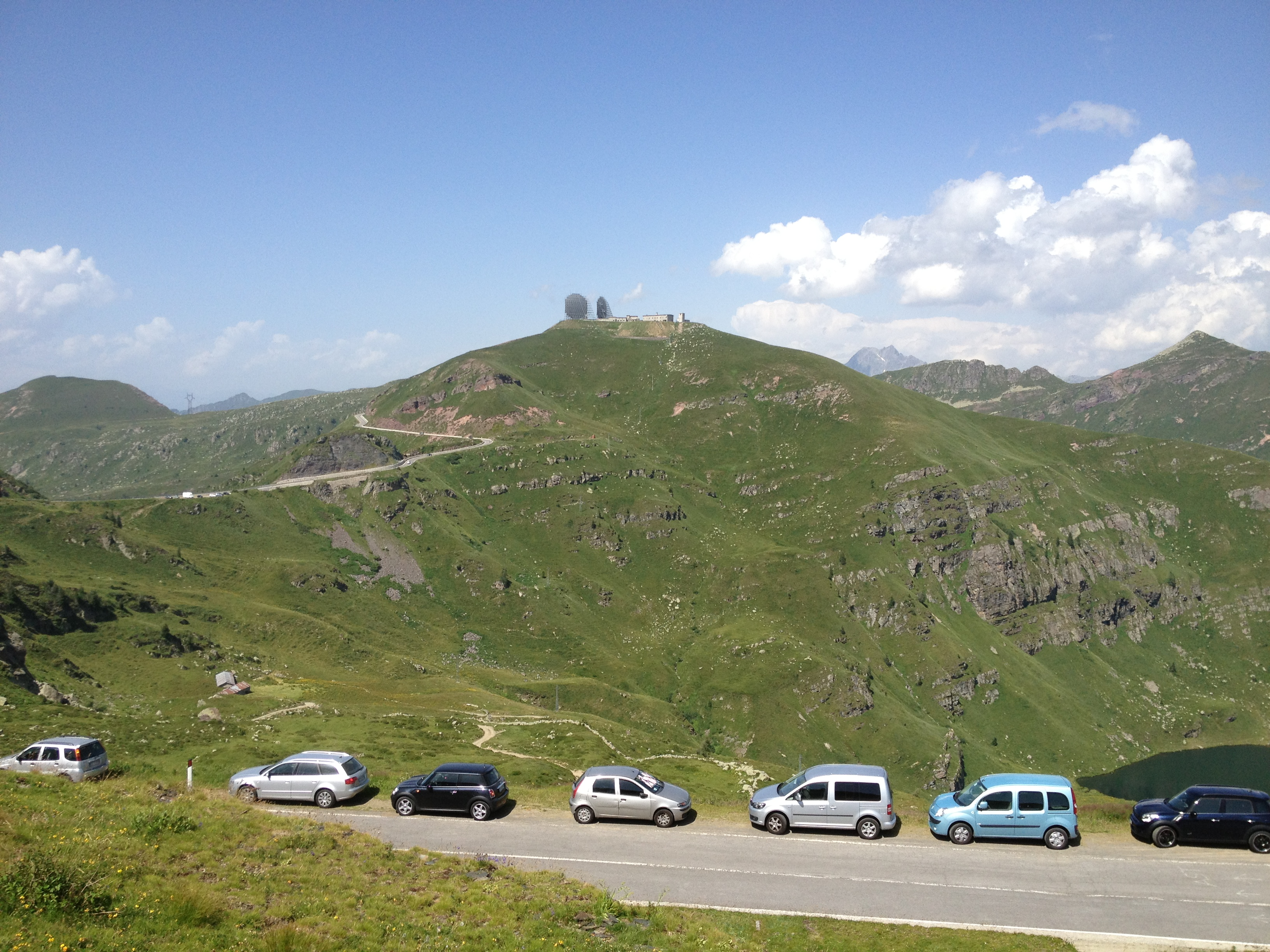
Dosso dei Galli

Si trovano a nord di Brescia, tra la Valcamonica ad ovest e la Val Trompia ad est.
Ruotando in senso orario i limiti geografici sono: Passo di Crocedomini, alta Valle del Caffaro, Passo del Maniva, Val Trompia, colline bresciane, Lago d'Iseo, Valcamonica, torrente Grigna, Passo di Crocedomini.

## Classificazione
La SOIUSA vede la Catena Bresciana Occidentale come un supergruppo alpino e vi attribuisce la seguente classificazione:
- Grande parte = Alpi Orientali
- Grande settore = Alpi Sud-orientali
- Sezione = Prealpi Bresciane e Gardesane
- Sottosezione = Prealpi Bresciane
- Supergruppo = Catena Bresciana Occidentale
- Codice = II/C-30.I-A

## Suddivisione
Secondo la SOIUSA si suddivide in due gruppi e due sottogruppi:
- Gruppo Setteventi-Muffetto (1)
  - Sottogruppo dei Setteventi (1.a)
  - Sottogruppo del Muffetto (1.b)
- Gruppo del Guglielmo (2)

## Vette principali
Le montagne principali sono:
- Punta Setteventi - 2.250 m
- Monte Colombine - 2.215 m
- Monte Matto - 2.201 m
- Monte Dasdana - 2.191 m
- Dosso dei Galli - 2.188 m
- Monte Muffetto - 2.060 m
- Corna Blacca - 2.006 m

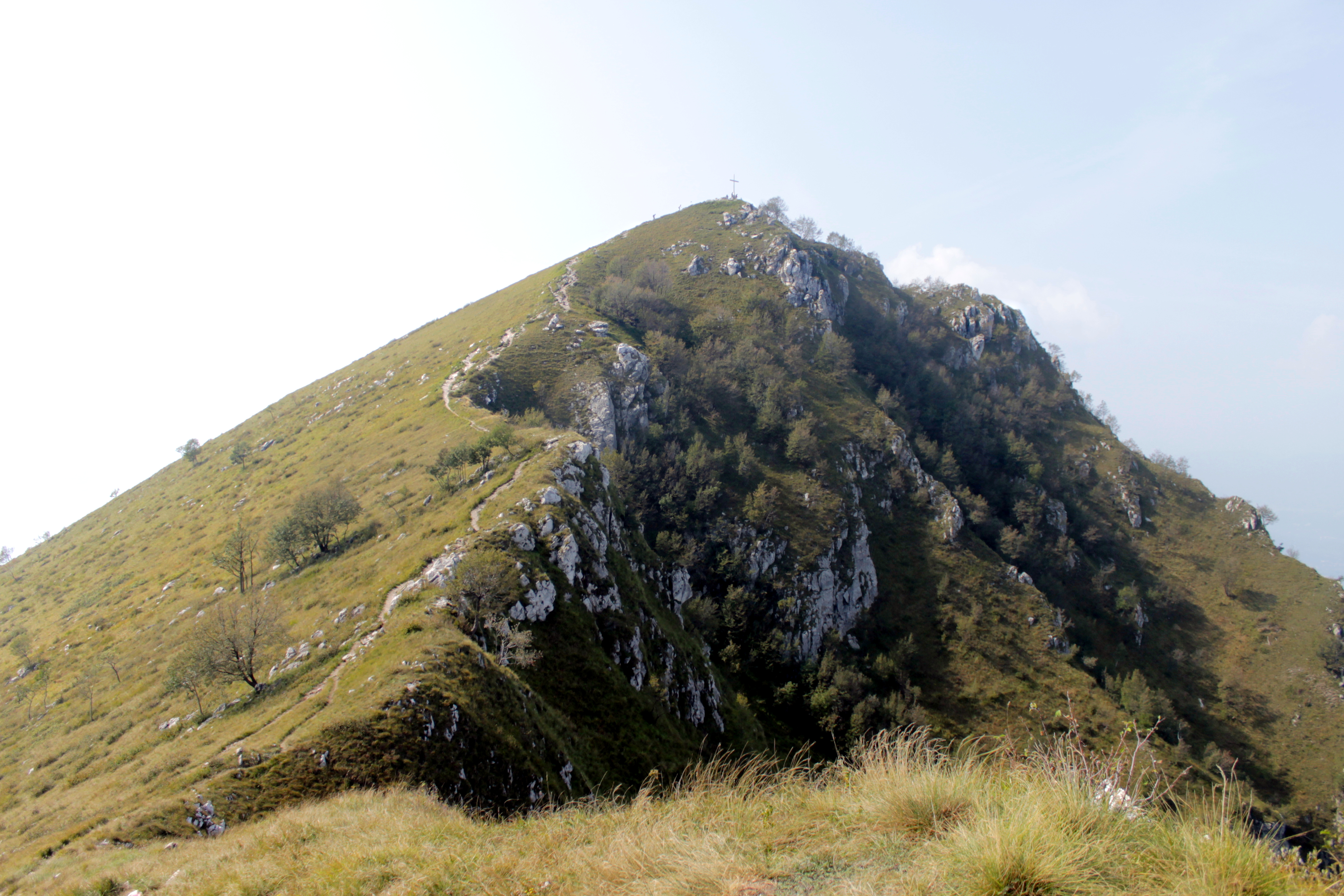
La Corna Trentapassi.

- Monte Guglielmo (Dosso Pedalta) - 1.957 m
- Cima di Castel Bertino - 1.948 m
- Monte Maniva - 1.864 m
- Corna Trentapassi - 1.248 m
- Monte Vignole - 1.095 m
- Dosso Tondo - 1.079 m
- Monte Cunicolo - 1.035 m